# Qianshan (sockenhuvudort i Kina, Jiangxi Sheng, lat 26,93, long 116,47)
Qianshan är en sockenhuvudort i Kina. Den ligger i provinsen Jiangxi, i den sydöstra delen av landet, omkring 200 kilometer söder om provinshuvudstaden Nanchang. Antalet invånare är 5 407. Befolkningen består av 2 595 kvinnor och 2 812 män. Barn under 15 år utgör 19,0 %, vuxna 15-64 år 72 %, och äldre över 65 år 7,0 %.
Runt Qianshan är det ganska tätbefolkat, med 72 invånare per kvadratkilometer. Närmaste större samhälle är Xujiang, 18,0 km sydväst om Qianshan. I omgivningarna runt Qianshan växer i huvudsak blandskog.
Genomsnittlig årsnederbörd är 2 306 millimeter. Den regnigaste månaden är maj, med i genomsnitt 371 mm nederbörd, och den torraste är oktober, med 23 mm nederbörd.